# Shoky & Morthy: Poslední velká akce
Shoky & Morthy: Poslední velká akce [ʃɒkɪ ænd ˈmɔː(ɹ)θɪ] je český film z roku 2021 režiséra a scenáristy Andyho Fehu. Na scénáři se kromě Andyho Fehu také podílel Ondřej Kopřiva.
Předpremiéry filmu proběhly 23. července v ostravském Cinestaru a o tři dny později, v témže řetězci, na pražském Andělu; v českých kinech byl premiérově promítán 5. srpna 2021.

## O filmu
Poslední velká akce vypráví o dvou eponymních kamarádech – slibných youtuberech (Štěpán Kozub a Jakub Štáfek), kteří ovšem po zveřejnění svého videopříspěvku sklidí vlnu kritiky a musí nastoupit na veřejně prospěšné práce; dotyční si chtějí napravit pověst a proto se rozhodnou pro poslední velkou akci – návštěvu záhadného motorestu Devět křížů.

## Obsazení
| Štěpán Kozub     | Shoky             |
| Jakub Štáfek     | Morthy            |
| Tomáš Magnusek   | Radomil Kovář     |
| Martina Babišová | Lucie             |
| Andrea Daňková   | Sára              |
| Leoš Noha        | majitel obchodu   |
| Roman Štolpa     | kněz              |
| Peter Butko      | majitel motorestu |
| Jan Nosek Novák  | recepční          |
| Jakub Steklý     | sám sebe          |
| Martin Rota      | sám sebe          |
| Naomi Adachi     | sama sebe         |

## Recenze
Čeští filmoví kritici film hodnotili nadprůměrně:
- Mirka Spáčilová, IDNES.cz, 31. července 2021, [8]
- Martin Mažári, TotalFilm.cz, 5. srpna 2021, [9]
- Eva Müllerová, Červený koberec, 6. srpna 2021, [10]

Tomáš Stejskal nazval komedii „vtipnou a návykovou“ a ocenil tvůrčí práci režiséra a scenáristy s pseudonymem Andyho Fehu (recenze na Aktuálně.cz); též napsal o představitelích obou hlavní rolí, že se sympaticky smějí sami sobě (filmové tipy na stránkách Hospodářských novin téhož vydavatele). Jana Podskalská v recenzi pro Deník.cz použila přívlastek „mile osvěžující“ a dále doplnila, že jde o „zábavnou, lehce krvavou podívanou, jež si nehraje na mimořádné dílo“. Již zmiňovaná Eva Müllerová v recenzi na Červeném koberci kvitovala, že se filmu daří velmi dobře zachytit a minimálně z části parodovat všemožná žánrová klišé.